# Meine Kriegserinnerungen 1914–1918
Meine Kriegserinnerungen 1914–1918 ist der Titel der zuerst 1919 erschienenen Kriegserinnerungen des deutschen Generals und Politikers Erich Ludendorff, des Ersten Generalquartiermeisters der Obersten Heeres-Leitung (OHL) im Ersten Weltkrieg.

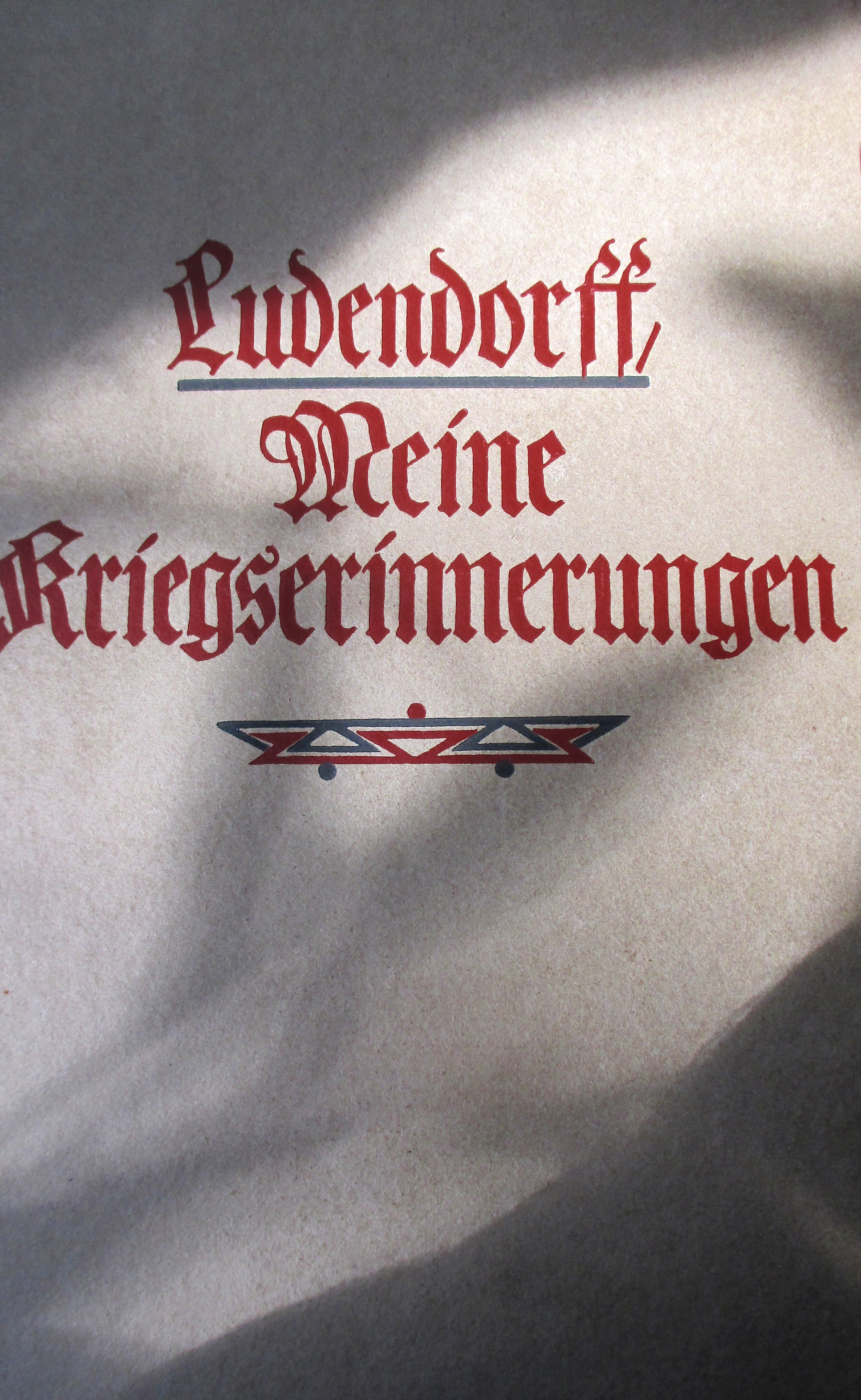
Erich Ludendorff – Meine Kriegserinnerungen – Ernst Siegfried Mittler und Sohn – Berlin 1919

Erich Ludendorff (1865–1937) hatte bestimmenden Einfluss auf die deutsche Kriegführung und Politik. Das Buch ist „den im Glauben an Deutschlands Größe gefallenen Helden“ gewidmet. Laut eigenen Angaben wurde es „Geschrieben in Schweden in Hessleholmsgard vom November bis Februar 1919, ergänzt in Berlin bis zum 23. Juni, dem Tage der Annahme — des Friedens.“ (Vorwort).
Seine Kriegserinnerungen sollten, wie Ludendorff es in seinem Vorwort ausdrückt, „von den Taten des deutschen Volkes und Heeres erzählen, mit denen mein Name für alle Zeiten verbunden bleiben wird. Sie schildern mein Streben und geben Kunde von dem, was ich in dem Völkerringen erlebte“.
Sein erstes Erinnerungsbuch schrieb Ludendorff unmittelbar nach dem Zusammenbruch in einer erstaunlichen Arbeitsleistung innerhalb nur weniger Wochen in seinem schwedischen Exil.
Das Vorwort schließt wie folgt:

„Noch hat der Deutsche die Zeit zum Selbstbesinnen und zur Einkehr nicht gefunden. Es lastet zu viel auf ihm. Und doch kann er sich stolz aufrichten an den gewaltigen Taten seines Heeres und den Leistungen daheim. Aber er hat keine Zeit zu verlieren, aus den Geschehnissen, die zu seinem Unglück führten, zu lernen, denn die Weltgeschichte schreitet unerbittlich weiter und zertritt die Völker, die sich in Uneinigkeit selbst zerfleischen.“

Der Inhalt ist in folgende Hauptabschnitte untergliedert:
Mein Denken und Handeln – Lüttich – Als Chef des Generalstabes im Osten vom 22. August 1914 bis 28. August 1916 – Als Erster Generalquartiermeister vom 29. August 1916 bis 26. Oktober 1918.
Die 10 Karten zeigen: I. Tannenberg 1914 – II. Die Schlacht an den Masurischen Seen – III. Der Feldzug in Südpolen Herbst 1914 – IV. Der Feldzug in Nordpolen Herbst 1914 – V. Die Winterschlacht in Masuren – VI. Der Sommerfeldzug gegen Rußland – VII. Übersichtskarte über den Weltkrieg – VIII. Der Feldzug gegen Rumänien 1916 – IX. Der deutsche Angriff im Westen 1918 – X. Deutsche Rückzugsbewegungen 1918.
1926 erschienen die Kriegserinnerungen bereits in 9. Auflage.

## Rezeption
In einer von dem deutschen Historiker Winfried Baumgart herausgegebenen Publikation wird hervorgehoben, dass für die politische Geschichte am bedeutendsten die Darstellung seiner Tätigkeit in der Dritten Obersten Heeresleitung sei:

„Ihr liegt die von vielen Militärs in der Nachkriegszeit wiederholte These zugrunde, daß die deutsche Armee im Felde unbesiegt und der Zusammenbruch durch die politische Schwäche der Heimatfront verursacht worden sei.“

Der russische Historiker Dimitri Wolkogonow bezieht sich aus Ludendorffs Kriegserinnerungen zunächst auf die Passage im Abschnitt Die Zersetzung des russischen Volkes: 

„Durch die Entsendung Lenins nach Rußland hatte unsere Regierung auch eine besondere Verantwortung auf sich genommen. Militärisch war die Reise gerechtfertigt. Rußland mußte fallen. Unsere Regierung aber hatte darauf zu achten, daß nicht auch wir fielen.“

 Wolkogonow bezeichnet diesen Plan als „ebenso zynisch wie bestechend“ und weist weiter darauf hin, dass Ludendorff später öffentlich verkünden konnte, die sowjetische Regierung existiere nur „von unseren Gnaden“.
Der Autor Samuel Hynes ordnete die Kriegserinnerungen der literarischen Gattung der „Selbstdenkmäler“ zu, womit Ludendorff einen „Memoirenkrieg“ eröffnete, der die politische Kultur der Weimarer Republik nachhaltig beeinflussen sollte.